# 切·拉普因
切·拉普因（英語：Chay Lapin；1987年2月25日—）是一位美國水球守門員。他代表美國參加2012年夏季奧林匹克運動會，結果獲得第八名。他也曾獲得2011年泛美運動會男子水球金牌。